# 범어사 극락암 칠성도
부산 범어사 극락암 칠성도(釜山 梵魚寺 極樂庵 七星圖)는 부산광역시 금정구, 범어사에 있는 칠성도이다. 2015년 11월 18일 부산광역시의 유형문화재 제167호로 지정되었다.

## 개요
범어사 극락암 칠성도는 원래 11폭으로 구성된 불화이나, 2005년 7월 스위스 경매장을 통해 본존 치성광여래도 1폭과 칠성여래 2폭(제5, 6여래) 등 총 3폭을 범어사가 매입하면서 국내로 환수되었다. 3폭의 그림은 화면 상부, 좌우측의 묵서(墨書)를 통해 도상(圖上)을 명확하게 제시하고 있다.
칠성도의 중앙 폭에 해당하는 치성광여래도(熾盛光如來圖)는 화면 중앙에 원형의 두광(頭光)과 신광(身光)을 갖춘 치성광여래를 중심으로 그 왼쪽에 일광보살(日光菩薩), 오른쪽에 월광보살(月光菩薩)이 좌우로 시립하고 있다. 나머지 2폭은 북두칠성여래 7위중 제5번째 광달지변여래(廣達智辨如來)와 염정성군(廉貞星君), 제6번째 법해유희여래(法海遊戱如來)와 무곡성군(武曲星君) 등으로 구성되어 있다.
범어사 극락암 칠성도는 작품의 보존상태가 양호하고 화풍도 섬세할 뿐만 아니라 조선 후기 치성광여래 및 칠성도의 도상 연구에 학술적 가치가 있는 불화이다. 특히, 19세기에 제작된 칠성도 가운데 중앙의 치성광여래를 중심으로 별도의 10폭의 칠성을 따로 봉안하는 예는 흔치 않아 매우 귀중한 사례이다.

## 참고 자료
- 부산 범어사 극락암 칠성도 - 국가유산청 국가유산포털